# Tjørnuvík
Tjørnuvík (duń. Tjørnevig, wym. ˈtʃʰœdnʊvʊik) – miejscowość na Streymoy, jednej z wysp w archipelagu Wysp Owczych, położonego na Morzu Norweskim i stanowiącym duńskie terytorium zależne. Administracyjnie wieś znajduje się w obrębie gminy Sundini.

## Położenie
Miejscowość jest najdalej na północ wysuniętą wsią na wyspie Streymoy. Leży ona na południowym wybrzeżu niewielkiej zatoki Tjørnuvík. Miejscowość otoczona jest przez szczyty górskie. Na wschodzie znajduje się Hægstafjall (470 m n.p.m.), a na zachodzie Heyggjurin Mikli (692 m n.p.m.). W kierunku południowo-wschodnim prowadzi szlak w kierunku Saksun, wiodący przez przełęcz pomiędzy Heyggjurin Mikli a Melin (764 m n.p.m.). Z Tjørnuvík rozpościera się widok na ściany masywu Eiðiskollur (352 m n.p.m.), położonego w północnej części wyspy Eysturoy, a także na znajdujące się przy nim skalne iglice – Risin i Kellingin (71 i 69 m n.p.m.). Nieopodal znajduje się także Tjørnuvíksstakkur – ostaniec o wysokości 134 m n.p.m. dawniej przyłączony do lądu. Mieszkańcy Tjørnuvík wypasają na nim owce, których mięso uchodzi za jedno z najsmaczniejszych na archipelagu, dwa razy w roku organizowane są tam także wycieczki turystyczne. W miejscowości znajduje się również rzadka na Wyspach Owczych piaszczysta plaża.

## Informacje ogólne

### Populacja
W 1985 roku w Tjørnuvík mieszkało 75 osób. Liczba ta po krótkim spadku w 1986 wzrastała, osiągając 77 osób w 1987 i 79 w 1989. Następnie jednak obserwowano ubytek populacji, która w 1991 wyniosła 74 mieszkańców, w 1994 69, a rok później 68. Następnie zaobserwowano krótki okres wzrostu, do 1998 roku, kiedy liczba mieszkańców sięgnęła 74 ludzi. Później nastąpił ponowny okres zmniejszenia się liczby osób zamieszkujących wieś – w 2000 roku było ich 69, a w 2001 – 62. Kolejne lata przyniosły przyrost populacji – w 2003 mieszkało tam 66 osób, w 2006 72, a w 2007 73. Po krótkim okresie stabilizacji nastąpił kolejny spadek do 71 osób w 2010, 67 w 2012, 59 w 2014 i 56 w 2015.
Obecnie miejscowość zamieszkuje 53 osoby. Na 27 kobiet przypada tam 26 mężczyzn. Społeczeństwo składa się głównie z osób starszych – ludzie w wieku poprodukcyjnym stanowią prawie 34% populacji, a mieszkańcy poniżej osiemnastego roku życia jedynie 5,6%.

### Transport
Do Tjørnuvík dojeżdża autobus państwowego przedsiębiorstwa transportowego Strandfaraskip Landsins. Pojazdy linii 202 z Oyrarbakki kursują poza weekendami od sześciu do ośmiu razy dziennie. W miejscowości kończy się także droga numer 54, rozpoczynająca swój bieg przy zjeździe z mostu Brúgvin um Streymin w Nesvík.

## Historia

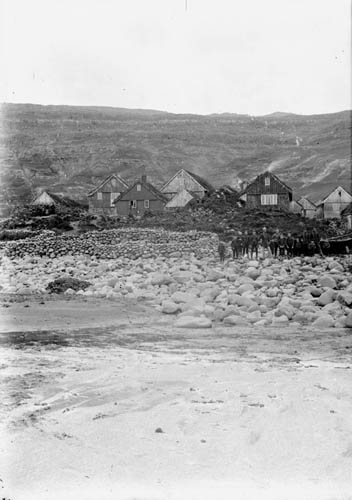
Tjørnuvík w 1898 lub 1899 roku.

Miejscowość jest jedną z najstarszych osad na Wyspach Owczych. Ludzie zamieszkiwali tam już w czasach wikińskich, o czym świadczą liczne odkrycia archeologiczne. W Tjørnuvík odnaleziono między innymi po raz pierwszy na archipelagu grób z tamtego okresu. Datowany jest on na X wiek, a pochowana została w nim kobieta wzrostu 155 cm. Znaleziono przy niej przypinkę wykonaną z brązu, typu celtyckiego, charakterystycznego dla Szkocji, co jest jednym z dowodów na powiązanie wikingów z Wysp Owczych z tymi, którzy zamieszkiwali Wyspy Brytyjskie. Grób otoczony został kamiennym obramowaniem o wymiarach 150 na 50 centymetrów.
Obecny kościół w Tjørnuvík konsekrowano 17 października 1937 roku, jednak wcześniej znajdowała się tam już inna świątynia, którą w 1857 przeniesiono do pobliskiego Saksun. Obecny kościół zbudowano z drewna, a dach pokryto czerwoną blachą falistą. W zachodniej części znajduje się wieża w kształcie piramidy zwieńczona krzyżem, a pod nią wejście. Ołtarz autorstwa J.C. Becka przedstawiający Jezusa uspokajającego burzę powstał w 1935. Organy pochodzą z kościoła w Kvívík, a dzwon wykonano w Aalborgu w 1939 roku.
W miejscowości działa chór Kingokor, zachowujący starą tradycję śpiewania psalmów Thomasa Kingosa. Występował on w Danii w latach 2003, 2006, 2009, 2012 oraz 2016.